# Charles Conder

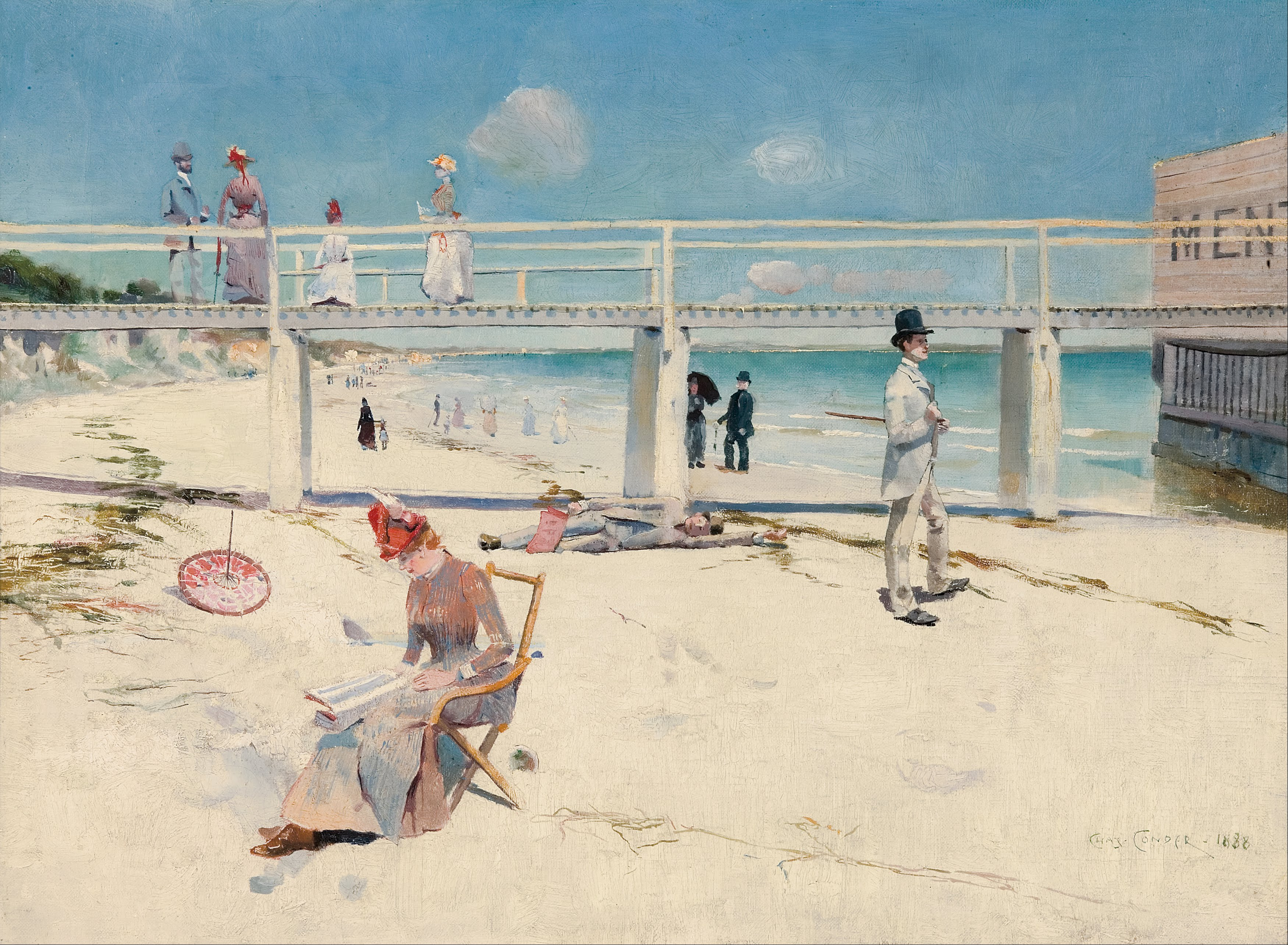
Vacaciones en Mentone (1888), Art Gallery of South Australia, Adelaida

Charles Edward Conder (Tottenham, 24 de octubre de 1868-Londres, 9 de febrero de 1909) fue un pintor simbolista británico. 

## Biografía
Era hijo de un ingeniero civil, James Conder, y de Anne Ayres. Era descendiente del escultor francés Louis-François Roubiliac. Su padre, que quería que fuese ingeniero, lo envió a los diecisiete años a Sídney (Australia) bajo la tutela de un tío. Pero él quería ser artista, para lo que empezó a estudiar con Alfred James Daplyn. En 1886 empezó a trabajar como ilustrador para el Illustrated Sydney News. En Sídney conoció a Girolamo Nerli, un artista italiano impresionista que influiría en su obra. En 1889 expuso con los impresionistas australianos en Melbourne.
En 1890 volvió a Europa y entró a estudiar en la Académie Julian de París. Se hizo amigo de Louis Anquetin y Henri de Toulouse-Lautrec, y se adentró en el ambiente simbolista. Recibió la influencia del arte chino y japonés, lo que se denota en su diseño de abanicos de seda blanca realizados en esos años. En 1893 entró como socio de la Sociedad Nacional de Bellas Artes y miembro de la New English Art Club. En 1897 regresó a su país, aunque continuó haciendo numerosos viajes al continente.
Conder desarrolló una obra poderosamente influida por el pintor rococó Jean-Antoine Watteau, cuyo estilo pretendió traducir al simbolismo, elaborando una serie de obras —la mayoría inspiradas en las leyendas artúricas— ambientadas en las típicas escenas de fête galante watteaunianas.
En 1902 se casó con una rica viuda, Stella Maris Bradford. Murió en 1909 de sífilis.